# Raïon d'Ivano-Frankivsk
Le raïon d'Ivano-Frankivsk (en ukrainien : Івано-Франківський район) est un raïon (district) dans l'oblast d'Ivano-Frankivsk en Ukraine.
Avec le réforme administrative de 2020, le raïon a absorbé ceux de Bohorodchany, de Tysmenytsia, de Rohatyn, Halych et celui de Tloumatch.

## Lieux d'intérêt
Le parc national de Synohora, le parc régional Dnistrovskyi,  classé ; le Skite de Maniava classé,,,,, situé dans la réserve naturelle du Skyt-Maniavskyi.

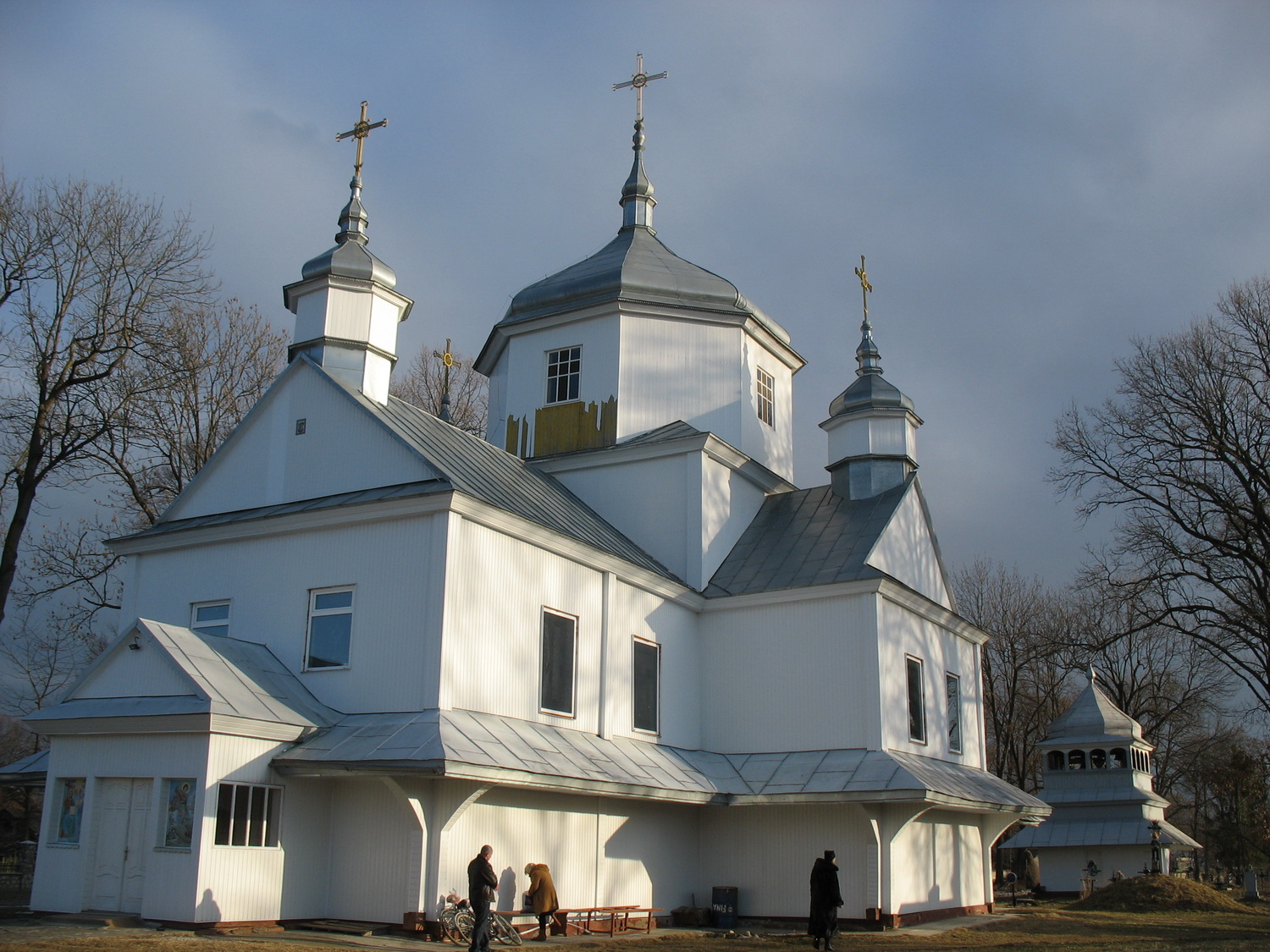
Eglise de la Nativité, classée[9] et son clocher[10]à Stary,
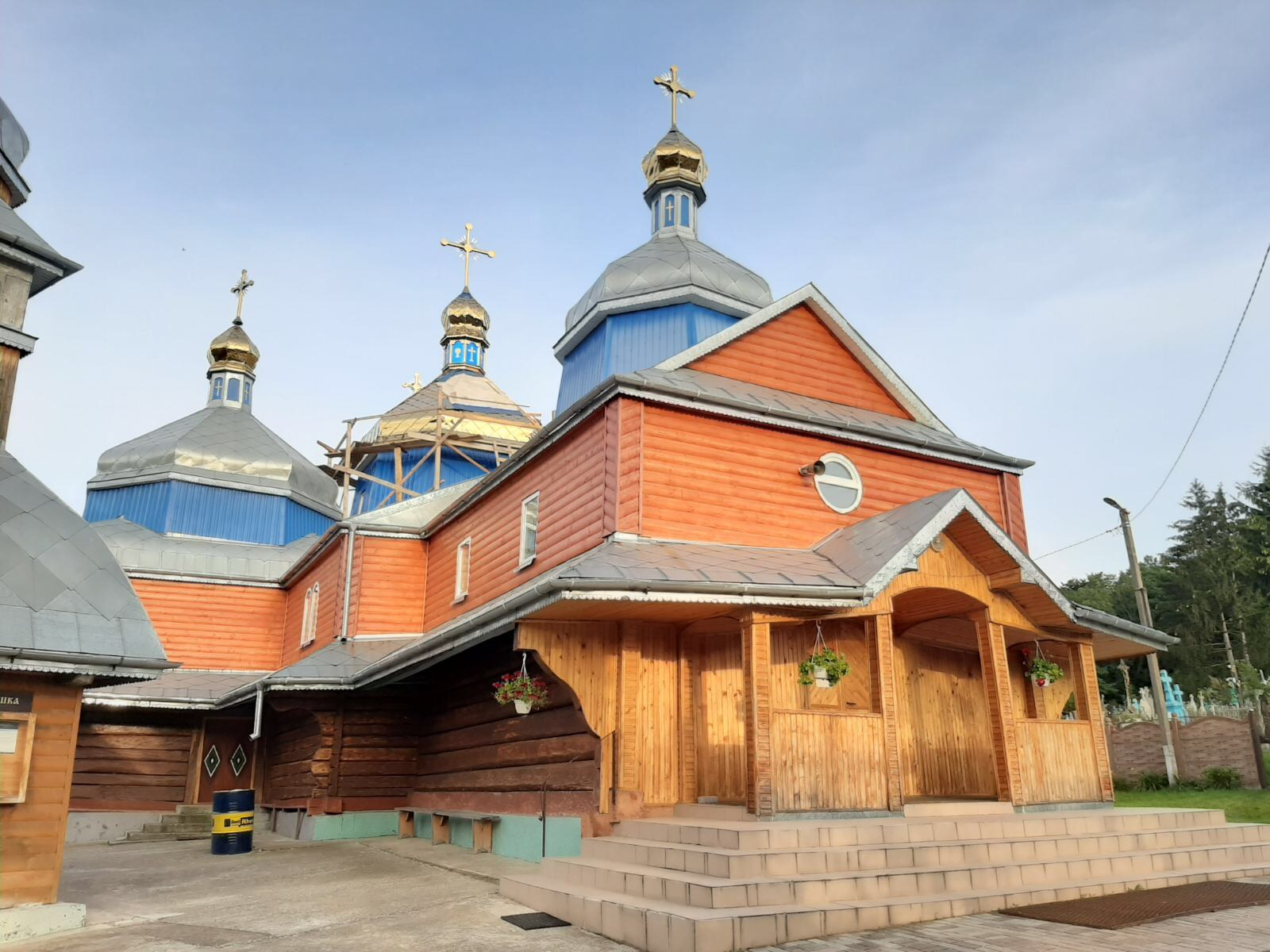
église st-Michel, classée[11] et son clocher[12]à Nijniv,
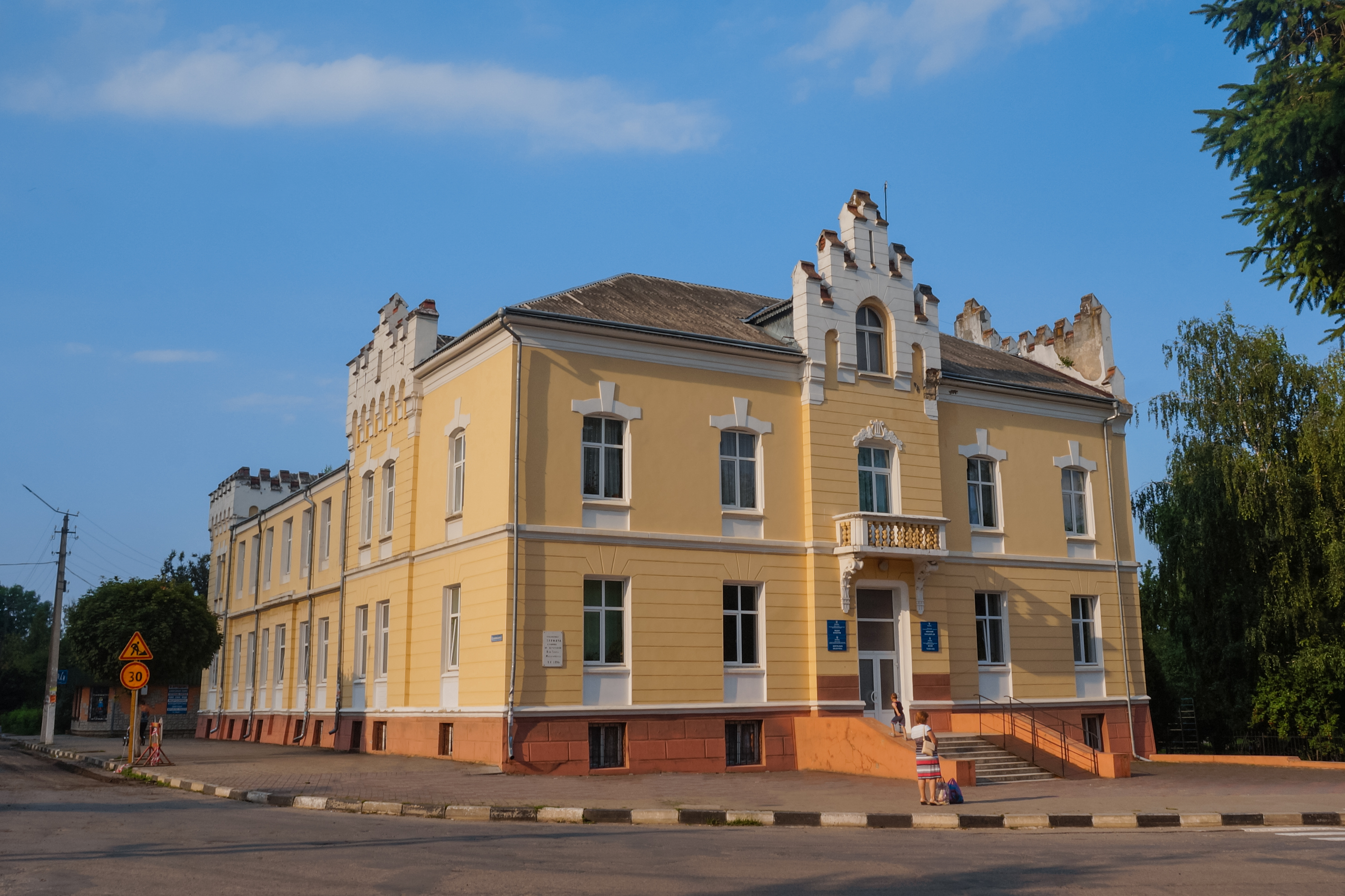
maison Sokil polonaise, classé[13]à Tloumatch,
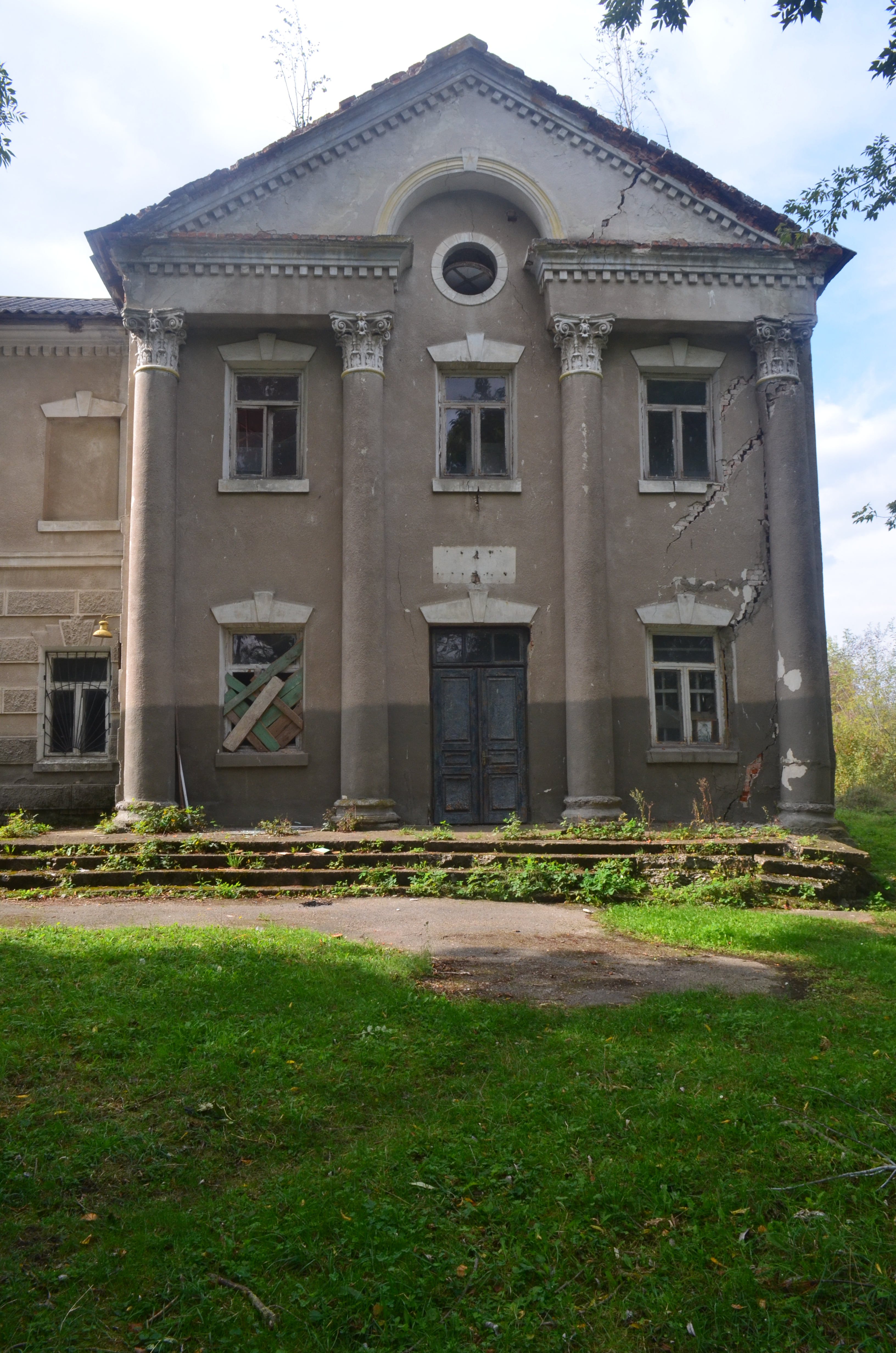
club de Tloumatch, classé[14],
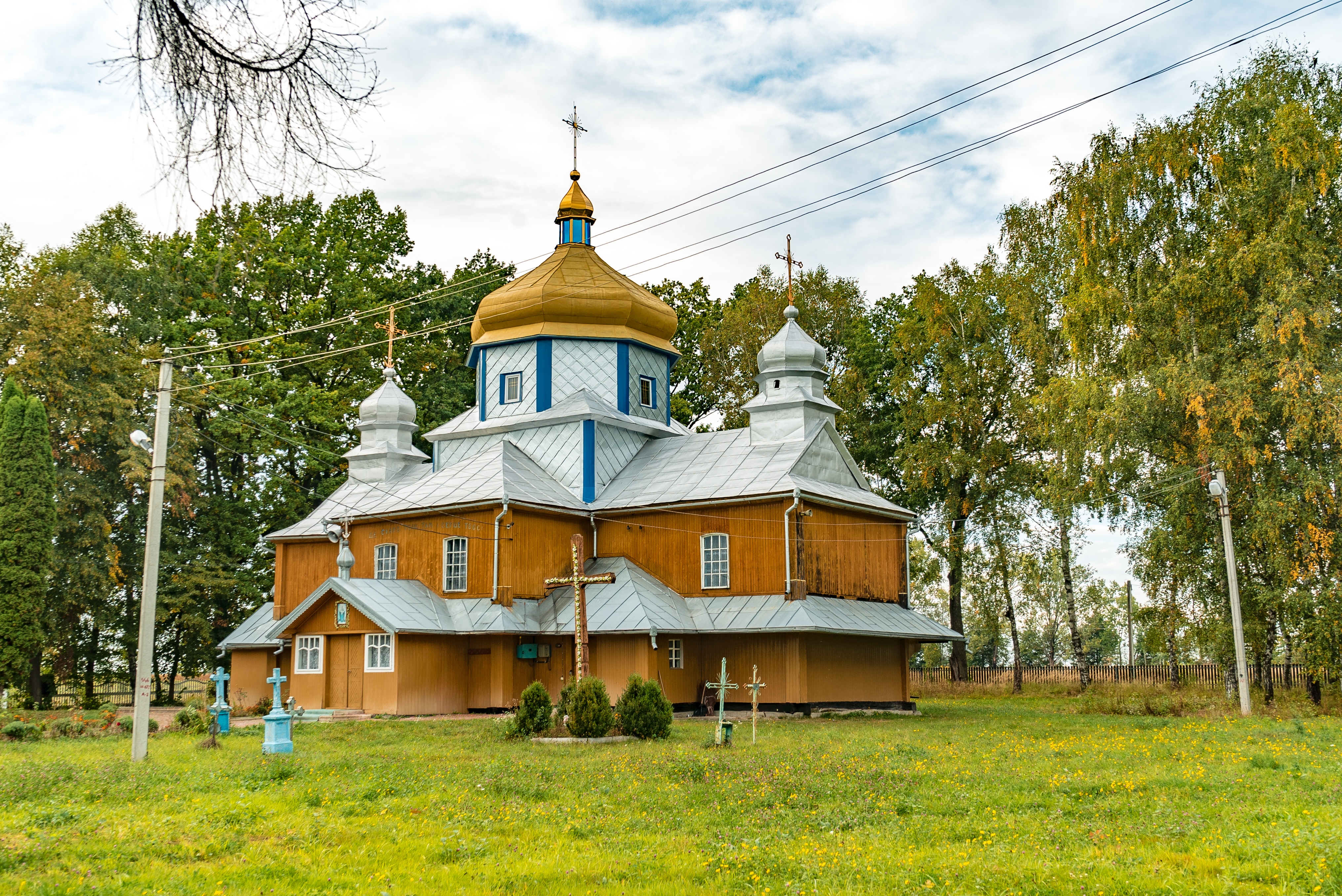
l'église de la résurrection de Horokholyna, classée[15],
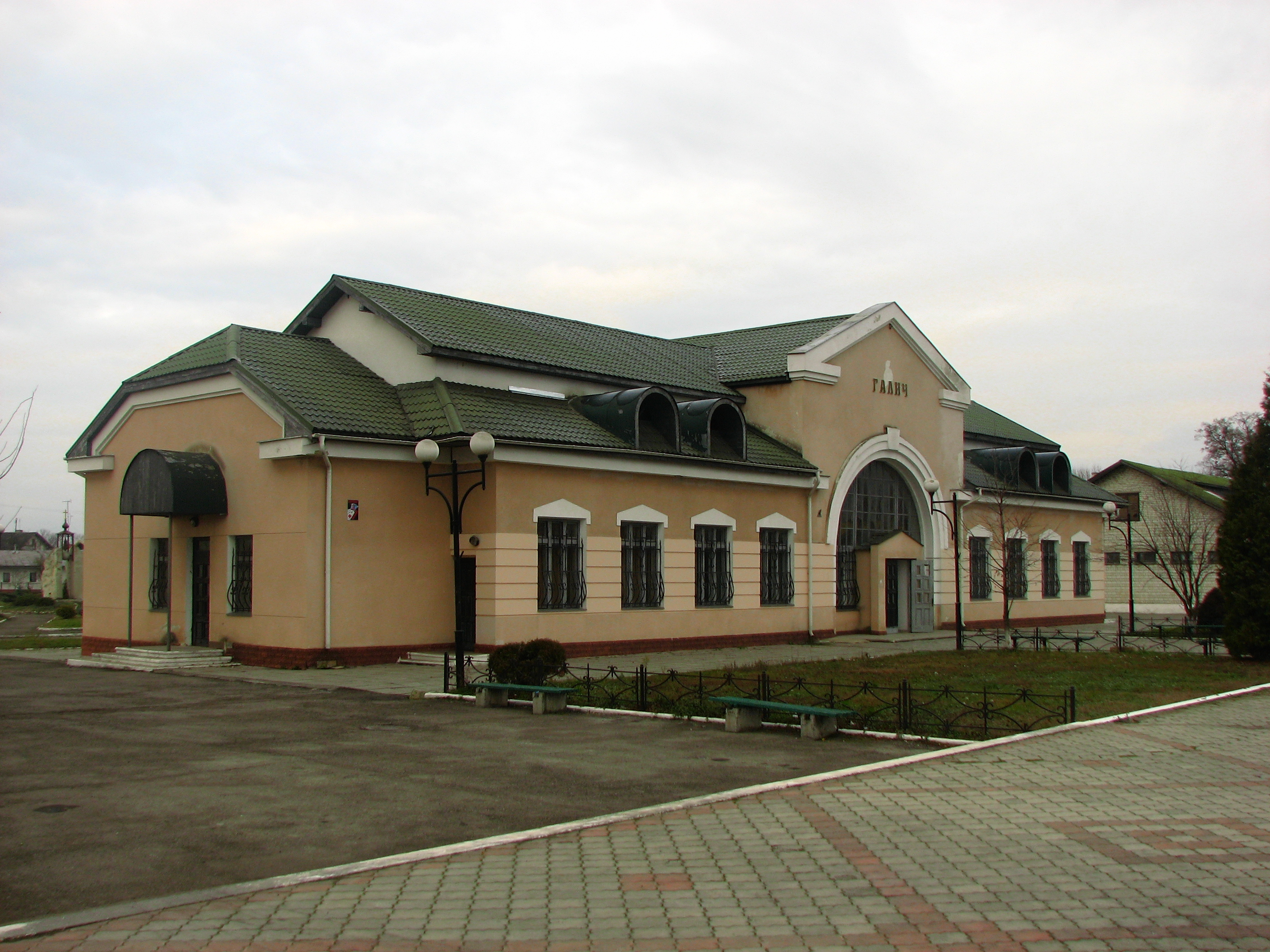
la Gare de Halytch classée[16],
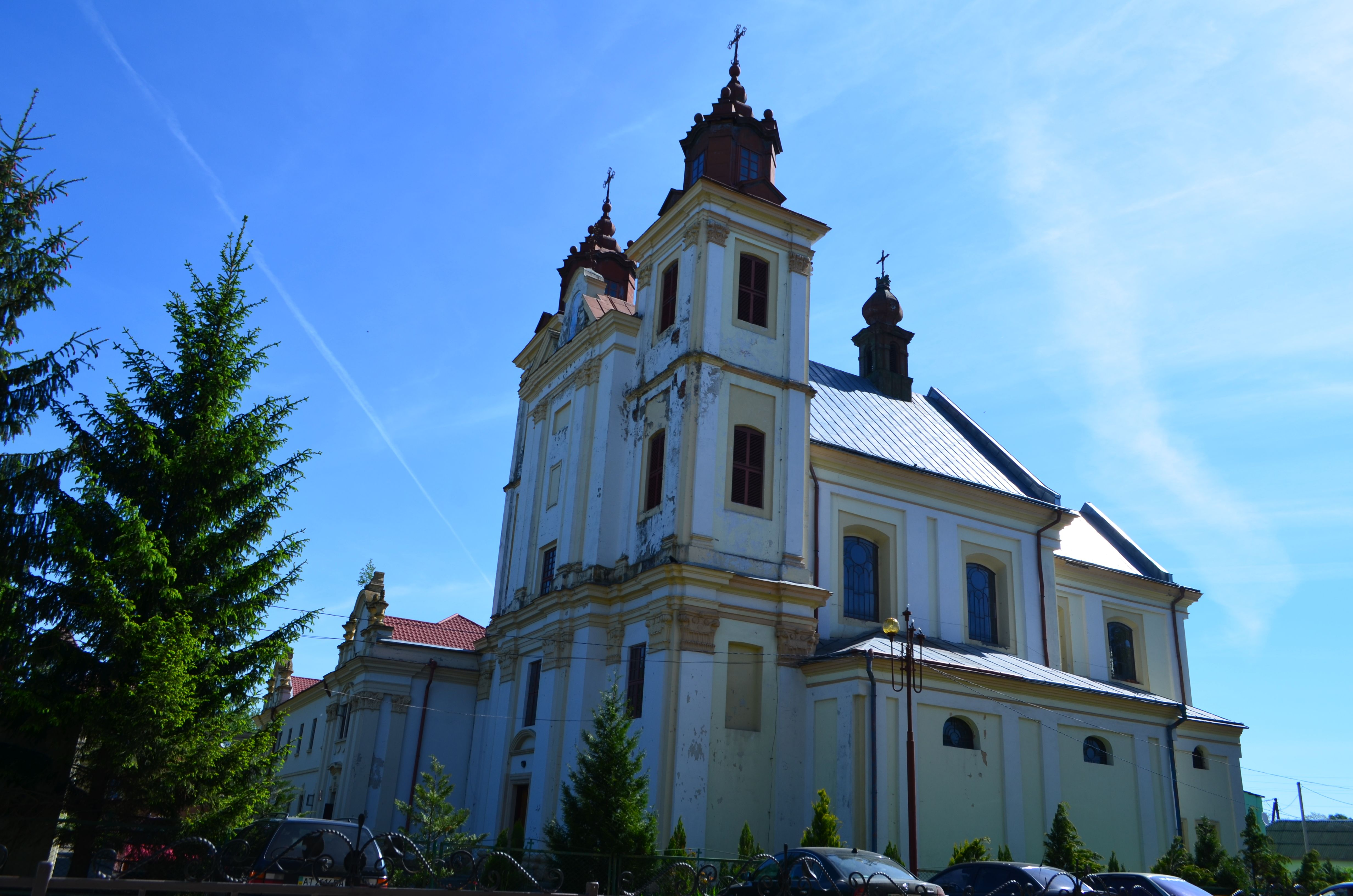
monastère dominicain de Bohorodtchany classé[17],[18],[19],[20],[21].